# Kintsugi

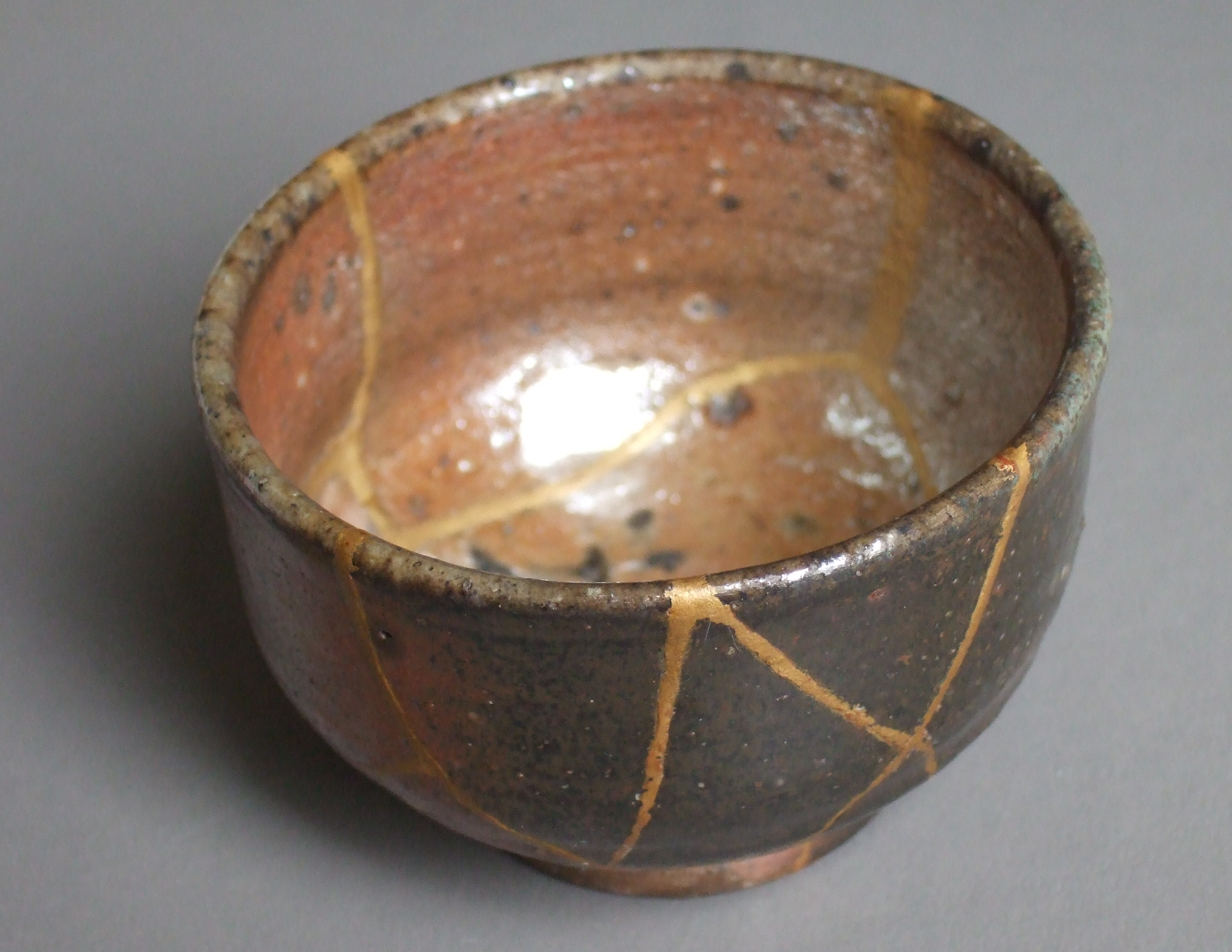
Kintsugi-Bol amb les línies de trencament reparades amb laca daurada són ben visibles.

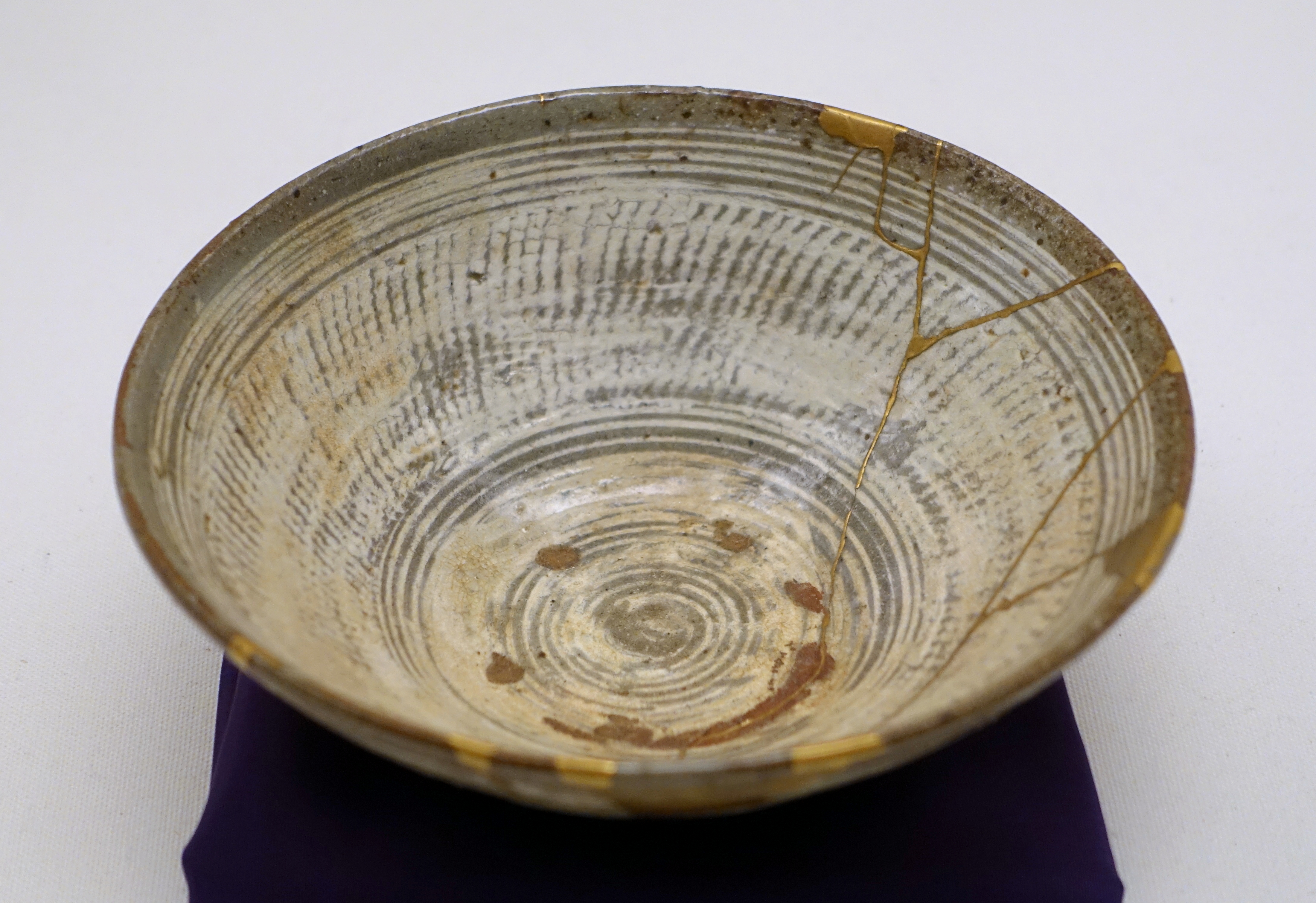
Repair work (right) on Mishima ware hakeme-tassa de te tipus hakeme kintsugi amb laca daurada kintsugi, (Museu Etnològic de Berlín)

Kintsugi (金 継 ぎ AFI: [kʲĩnt͡sɨᵝɡʲi]), o kintsukuroi (金 繕 い), literalment "reparar amb or", és una pràctica japonesa que consisteix a utilitzar or, argent o laca amb pols d'or per a la reparació d'objectes de ceràmica, generalment peces de vaixella, mitjançant el metall preciós per unir els fragments trencats d'una peça. La tècnica permet obtenir objectes preciosos tant des d'un punt de vista econòmic (a causa de la presència de metalls preciosos) com des d'un punt de vista estètic: cada ceràmica reparada presenta un entrellaçament diferent de línies daurades úniques i irrepetibles producte de l'atzar amb què es va fer a miques. La pràctica prové de la idea que una forma encara més gran de perfecció estètica i interior pot sorgir per la imperfecció i de la ferida.
La història del kintsugi es remunta a finals del segle xv quan el shogun, Ashikaga Yoshimasa, va enviar a la Xina dos dels seus bols de te favorits per ser arreglats. Els bols van tornar refets però amb unes lletges grapes de metall, que els feien desagradables a la vista. Evidentment el resultat no va ser del seu gust, així que va buscar artesans japonesos que fessin un treball més acurat i refinat, creant així una nova manera de reparació de ceràmiques que es convertiria en un art.
Si bé aquest procés neix dins el món artesanal japonès, la tècnica la trobem també en peces de ceràmica d'altres procedències entre ells la Xina, Vietnam i Corea.

## Filosofia
Des d'una òptica filosòfica, el kintsugi es relaciona amb la filosofia japonesa del wabi-sabi, l'acceptació de l'imperfecte o defectuós. L'estètica japonesa valora les marques del desgast motivat per l'ús d'un objecte. Això es pot veure com una raó per mantenir un objecte fins i tot després que s'hagi trencat i com una justificació per al propi kintsugi, destacant les esquerdes i les reparacions com un simple esdeveniment de la vida de l'objecte, en lloc de permetre que el seu servei finalitzi en el moment en què pateix un dany o trencament. El Kintsugi també té relació amb la filosofia japonesa de la "poca importància" (無心 mushin) que engloba els conceptes de no afecció, acceptació del canvi i del destí com a aspectes de la vida humana.

## Influència en el Art Modern
Kintsugi és el concepte general de ressaltar o emfatitzar imperfeccions, veure pegats i costures com un complement o una zona per celebrar o centrar-se en lloc de ressaltar l'absència o les parts que falten. Els artistes moderns experimenten amb la tècnica antiga com a mitjà per analitzar la idea de pèrdua, síntesi i millora mitjançant la destrucció, la reparació o el renaixement.
Tot i que originalment s'ignorava com una forma d'art independent, el kintsugi i els mètodes de reparació que s'hi relacionen s'han presentat a les exposicions de la Freer Gallery Smithsonian i del Metropolitan Museum of Art.